# ویدئوتون
ویدئوتون (انگلیسی: Videoton) شرکت الکترونیک مجارستانی است، که در سال ۱۹۳۸ تأسیس شد.